# Eudore Pirmez

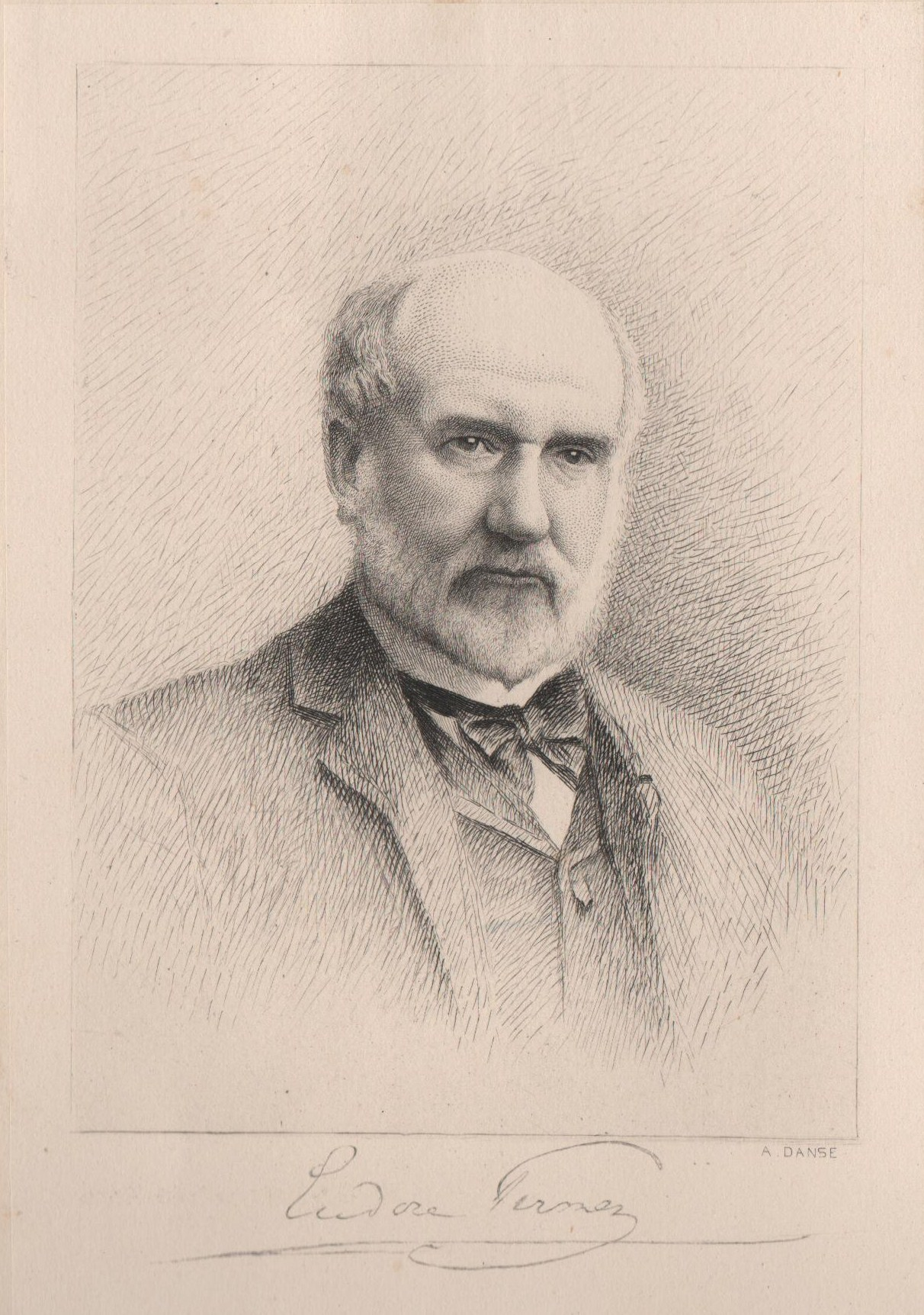
Eudore Pirmez door A. Danse

Eudore Pirmez (Marcinelle, 14 december 1830 - Brussel, 2 maart 1890) was een Belgisch liberaal politicus, burgemeester en minister.

## Levensloop
Pirmez was een zoon van Léonard Pirmez, burgemeester van Châtelineau, en van Joséphine Wilmet. Hij trouwde met Désirée Lambert. Hij promoveerde tot doctor in de rechten (1850) voor de Middenjury en vestigde zich als advocaat in Charleroi. Hij was ook economist, industrieel en directeur van de Nationale Bank van België.
Samen met Alfred en Ernest Solvay, stichtte hij in 1863 de Société Solvay et Compagnie.
Van 1857 tot aan zijn dood was hij liberaal volksvertegenwoordiger voor het arrondissement Charleroi.
In 1864 vroeg koning Leopold I hem een regering te vormen, maar hij weigerde. Hij werd minister van Binnenlandse Zaken in 1868-1870, in de regering geleid door Walthère Frère-Orban. In 1884 werd hij benoemd tot minister van Staat.
Pirmez was een doctrinair liberaal, die zich onder meer verzette tegen de opheffing van het coalitieverbod (oprichting van vakbonden) en tegen het verbod op kinderarbeid.